# Trogloplax joliveti
Trogloplax joliveti is een krabbensoort uit de familie van de Chasmocarcinidae. De wetenschappelijke naam van de soort is voor het eerst geldig gepubliceerd in 1986 door Guinot.